# Tropidonophis picturatus
Espèce
Synonymes
- Tropidonotus picturatus Schlegel, 1837

Tropidonophis picturatus est une espèce de serpents de la famille des Natricidae.

## Répartition
Cette espèce se rencontre :
- en Indonésie dans les îles Aru ;
- en Indonésie sur l'île de Yapen ;
- en Indonésie dans les îles Raja Ampat sur les îles de Waigeo, de Misool et de Salawati ;
- en Nouvelle-Guinée tant dans la partie Papouane-néo-guinéenne que dans la partie indonésienne.

## Publication originale
- Schlegel, 1837 : Essai sur la physionomie des serpens, La Haye, J. Kips, J. HZ. et W. P. van Stockum, vol. 1 (texte intégral) et vol. 2 (texte intégral).